# 진주시 (2000년 선거구)
진주시는 대한민국의 옛 국회의원 선거구이다. 당시 경상남도 진주시 지역을 관할했다.

## 역사
제16대 국회의원 선거를 앞두고 진주시 갑, 을 선거구가 통합되면서 신설되었다.
제17대 국회의원 선거를 앞두고 진주시 선거구가 갑, 을 선거구로 분리됨에 따라 폐지되었다.

## 역대 국회의원
| 선거   | 정당 | 정당     | 의원   |
| ------ | ---- | -------- | ------ |
| 2000년 |      | 한나라당 | 하순봉 |

## 역대 선거 결과

### 대한민국 제16대 국회의원 선거
|  | 51.28% |

|  | 39.16% |

|  | 3.51% |

|  | 2.67% |

|  | 1.25% |

|  | 1.21% |